# Hark Bohm
Hark Bohm, född 18 maj 1939 i Hamburg, är en tysk skådespelare, regissör, manusförfattare och producent. Bohm medverkade i tolv av Rainer Werner Fassbinders filmer, men även i andra regissörers filmer inom den "nya tyska filmen". Som filmregissör gjorde han ett flertal barn- och ungdomsfilmer, en av hans kändare på detta tema var 1988 års Yasemin.
Han var bror till skådespelaren Marquard Bohm.

## Filmografi, urval
- 1970 – Den amerikanske soldaten
- 1972 – Frukthandlarens fyra årstider
- 1974 – Rädsla urholkar själen
- 1976 – Den starke Ferdinand
- 1978 – Dubbelgångaren
- 1978 – Moritz, käre Moritz
- 1979 – Maria Brauns äktenskap
- 1979 – Den tredje generationen
- 1979 – 1+1=3
- 1980 – Berlin Alexanderplatz (TV-serie)
- 1981 – Lola
- 1981 – Lili Marleen
- 1991 – Bak helvetets portar
- 1992 – Schtonk!
- 1997 – Knockin' on Heaven's Door
- 2011 – Motståndets tid